# Baltzar von Platen (1898-1984)
Pour les articles homonymes, voir Baltzar von Platen et von Platen.
Baltzar von Platen, né le 24 février 1898 à Malmö et mort en 1984, était un inventeur suédois.
Il a en collaboration avec Carl Munters inventé le réfrigérateur à absorption de gaz en 1922, alors qu'ils étaient tous deux étudiants à l'Institut royal de technologie de Stockholm. Leur invention permet de produire du froid à partir d'une source d'énergie telle que le propane, l'électricité ou le kérosène. En 1923, la production de leur réfrigérateur commence par l'intermédiaire de la société AB Arctic. En 1925, AB Arctic est rachetée par Servel (unité d'Electrolux), qui commercialise ses produits dans le monde entier, notamment aux États-Unis où elle dépose le brevet d'invention le 7 décembre 1926. Servel est pendant de nombreuses années le seul producteur de ce réfrigérateur aux États-Unis.
Baltzar von Platen a également travaillé pour la principale entreprise d'électricité suédoise ASEA au développement d'un procédé de production de diamants synthétiques grâce à de hautes chaleur et pression, mais il a quitté ce projet avant que le premier diamant de synthèse ne soit produit en 1953.